# Ned Kelly
 (février 2020).
Si vous disposez d'ouvrages ou d'articles de référence ou si vous connaissez des sites web de qualité traitant du thème abordé ici, merci de compléter l'article en donnant les références utiles à sa vérifiabilité et en les liant à la section « Notes et références ».
Pour les articles homonymes, voir Kelly, pour les films voir Ned Kelly (film, 1970) et Ned Kelly (film, 2003).
Edward Kelly, dit Ned Kelly, est un criminel australien, né à Beveridge (en) (Victoria) en décembre 1854 ou juin 1855 selon certains historiens et exécuté le 11 novembre 1880 à Melbourne. 
Célèbre bushranger, il est considéré par les uns comme un tueur de policiers de sang-froid et par d'autres comme une icône populaire, tant pour son côté Robin des Bois moderne, que pour sa résistance face aux classes dirigeantes anglo-australiennes et à l’abus de pouvoir des autorités.

## Biographie

### Origine
Le père de Ned Kelly, John « Red » Kelly, est un immigrant irlandais. Originaire de Tipperary (Irlande), il fut, comme de nombreux condamnés en Australie (en), déporté et emprisonné en Tasmanie en 1841, pour le vol de deux cochons. À sa libération en 1848 et après sept ans de bagne, Red Kelly trouve du travail dans le village de Beveridge, au Victoria, dans la ferme de James Quinn, originaire du Comté de Antrim (Irlande). À l'âge de 30 ans, il épouse la fille de son employeur, Ellen Quinn, âgée de 18 ans. De leur mariage, le 18 novembre 1850, naissent huit enfants : Mary, Annie, Ned, Maggie, Jim, Dan, Kate et Grace. La famille Kelly déménage notamment à Avenel et Benalla.

### Route vers la notoriété
À l'âge de dix ans, Ned Kelly sauve de la noyade le jeune Richard Shelton, tombé dans les eaux du Hughes Creek (alors en crue), rivière située derrière la petite ferme familiale. En récompense, il reçoit une ceinture verte de la part de la famille du garçon, qu'il porte plus tard sous son armure lors de sa confrontation finale avec la police en 1880.
Le contexte social est difficile. Dans ces terres reculées et réputées difficiles, les propriétaires terriens sont protégés par les forces de l'ordre. Les injustices sont nombreuses à l'égard des populations vivant de fermage. Soupçonnés de nombreux vols de bétail ou de chevaux, les Kelly ne sont jamais condamnés jusqu'à ce que Red Kelly soit arrêté pour une querelle avec son voisin sur l'appartenance d'un veau. Reconnu innocent du vol, mais coupable d'avoir supprimé la marque sur la peau, il a le choix entre une amende de vingt-cinq livres ou une peine de six mois aux travaux forcés. Sans argent pour payer l'amende, Red Kelly purge sa peine à la prison de Kilmore, ce qui a des conséquences fatales sur sa santé. Alors que Ned n'a que 11 ans et demi, il doit quitter l'école lorsque son père décède à Avenel, le 27 décembre 1866. La saga[pas clair] entourant Red Kelly, et son traitement par la police, fait forte impression sur le jeune Ned. En tout, dix-huit charges sont portées contre des membres de sa famille immédiate avant qu'il ne soit déclaré hors-la-loi. Seule la moitié de ces accusations aboutit à un verdict de culpabilité. Il s'agit d'un pourcentage très inhabituel pour l'époque, et c'est l'une des raisons qui font penser que la famille a été injustement ciblée.
À 14 ans, Ned Kelly est inculpé pour agression et vol sur un travailleur chinois. Cela lui vaut d'être emprisonné pendant dix jours, mais les charges qui pèsent contre lui sont abandonnées. Il est cependant considéré dès ce moment par la police comme un bushranger. L'année suivante, en 1870, il est arrêté et accusé d'être un complice de Harry Power, un voleur de chevaux, mais il est relâché par manque de preuves.
En 1871, de passage à Glenrowan, il est arrêté et inculpé pour recel d'une jument "empruntée" par un de ses amis. Il explique ne pas savoir que le cheval était volé, mais est condamné à trois ans de prison, il a 16 ans.
Pendant sa peine de prison, ses frères Jim (12 ans) et Dan (10 ans) sont arrêtés avec un cheval qui ne leur appartient pas : alors qu'il a pourtant été prêté par un agriculteur pour lequel ils avaient fait quelques travaux, ils passent une nuit dans les cellules avant que le malentendu ne soit réglé. Jim est de nouveau mis en cellule deux ans plus tard pour vol de bétail, mais, non poursuivi par le propriétaire, il n'est pas condamné.
À sa sortie de prison, Ned Kelly travaille avec George King, un Californien avec qui sa mère s'est remariée. Plus tard, Ned Kelly le décrit comme un intelligent voleur de chevaux. Lui et divers membres de sa famille continuent d'être suspectés de vol et arrêtés.

### Incident Fitzpatrick
Le 15 avril 1878, l'agent Alexander Fitzpatrick, 21 ans, entre dans le commissariat de Benalla, prétendant avoir été attaqué par Ned, Dan, et Ellen Kelly, ainsi que leur associé Bricky Williamson et le frère d'arme de Ned, Bill Skillion. Il montre une blessure au poignet gauche, expliquant avoir été touché par une balle. Fitzpatrick affirme alors que tous, sauf Ellen Kelly, étaient armés de revolvers.
De leur côté, les Kelly affirment que Fitzpatrick est venu dans leur maison pour questionner Dan à propos d'une affaire de bétail. Une fois présent, il aurait fait plus que des avances à Kate Kelly, ce à quoi sa mère aurait répondu par un coup de pelle à charbon sur la main gauche, avant que Fitzpatrick ne soit pris à partie par les hommes. Aucune arme à feu, selon eux, n'aurait été utilisée lors de l'incident. Fitzpatrick aurait quitté la maison, soigné par la famille, prétendant que le conflit était clos. Il est plus tard exclu des forces de l'ordre pour ivresse et parjure. Lors de cet épisode, Ned Kelly se trouvait en Nouvelle-Galles du Sud et n'était donc pas présent lors de l'incident, contrairement aux affirmations de Fitzpatrick.
Williamson et Skillion sont arrêtés, Ned et Dan Kelly sont introuvables, Ellen Kelly est placée en détention avec son bébé, Alice (encore en prison au moment de l'exécution de Ned, et décédée le 27 mars 1923).

### Hors la loi
Doutant de la possibilité de convaincre la police de la véracité de leur histoire, Dan et Ned Kelly se cachent et sont rejoints par des amis : Joe Byrne (en) et Steve Hart (en). Dans leur cavale, ils tombent par hasard sur leurs poursuivants aux abords du Stringybark Creek (en). Considérant leurs faibles chances de survie, ils décident de les désarmer et de prendre leurs chevaux. L'attaque tourne mal : trois des quatre policiers sont abattus, le dernier fuyant sur un cheval blessé.
En réponse à ces meurtres, le parlement de Victoria adopte le Felons' Apprehension Act qui met la bande hors-la-loi et permet à toute personne de les abattre.
Après la tuerie de Stringybark Creek, le gang commet deux cambriolages de grande envergure, à Euroa (Victoria) le 10 décembre 1878 puis à Jerilderie (Nouvelle-Galles du Sud) le 8 février 1879. Lors de la deuxième attaque de banque, ils font prisonniers les deux policiers de la ville, les enferment dans leur propre prison et s'habillent avec leurs uniformes, puis expliquent aux habitants qu'ils sont des renforts de police venus pour les protéger contre une attaque annoncée de la bande de Ned Kelly. Ils en profitent alors pour attaquer la banque locale, s'emparent de 2 000 £, puis vont au bureau de poste pour détruire les lignes télégraphiques, et prennent une trentaine d'habitants en otage dans l'hôtel du village où ils passent la nuit. C'est dans cet hôtel que Kelly écrit sa célèbre lettre de Jerilderie, où il se plaint du comportement du gouverneur de l'État de Victoria (George Bowen) vis-à-vis de sa famille et des malheureux colons irlandais comme lui. Il essaie de faire imprimer sa lettre par l'imprimeur local, qu'il ne parvient pas à trouver, et doit se contenter de la remettre à un de ses otages avant de repasser la frontière et de retourner au Victoria.
En janvier 1879, la police arrête tous les amis et sympathisants de Ned Kelly ; ils sont détenus pendant trois mois sans aucune charge. Cette action suscite un mécontentement contre l’abus de pouvoir du gouvernement, et conduit à une condamnation dans les médias ainsi qu'une vague de soutiens pour la bande. Ces soutiens sont un des facteurs qui permettent à la bande de Ned Kelly d'échapper longtemps aux forces de l'ordre pendant leur cavale. La sympathie envers Kelly est d'autant plus grande que celui-ci profite des attaques de banques pour brûler les prêts hypothécaires faits par la banque aux habitants. La même année, la tête des gangsters est mise à prix pour 8 000 livres (une somme qui vaudrait plus de 300 000 € aujourd'hui).
Alors que la mise hors-la-loi et le statut de gang expirent le 26 juin 1880, la bande découvre que Aaron Sherritt, ancien meilleur ami de Joe Byrne, est un informateur de la police. Dan Kelly et Joe Byrne le suppriment ce jour-là. La découverte du traître apparaît comme une manœuvre de la police.

### Dernière aventure

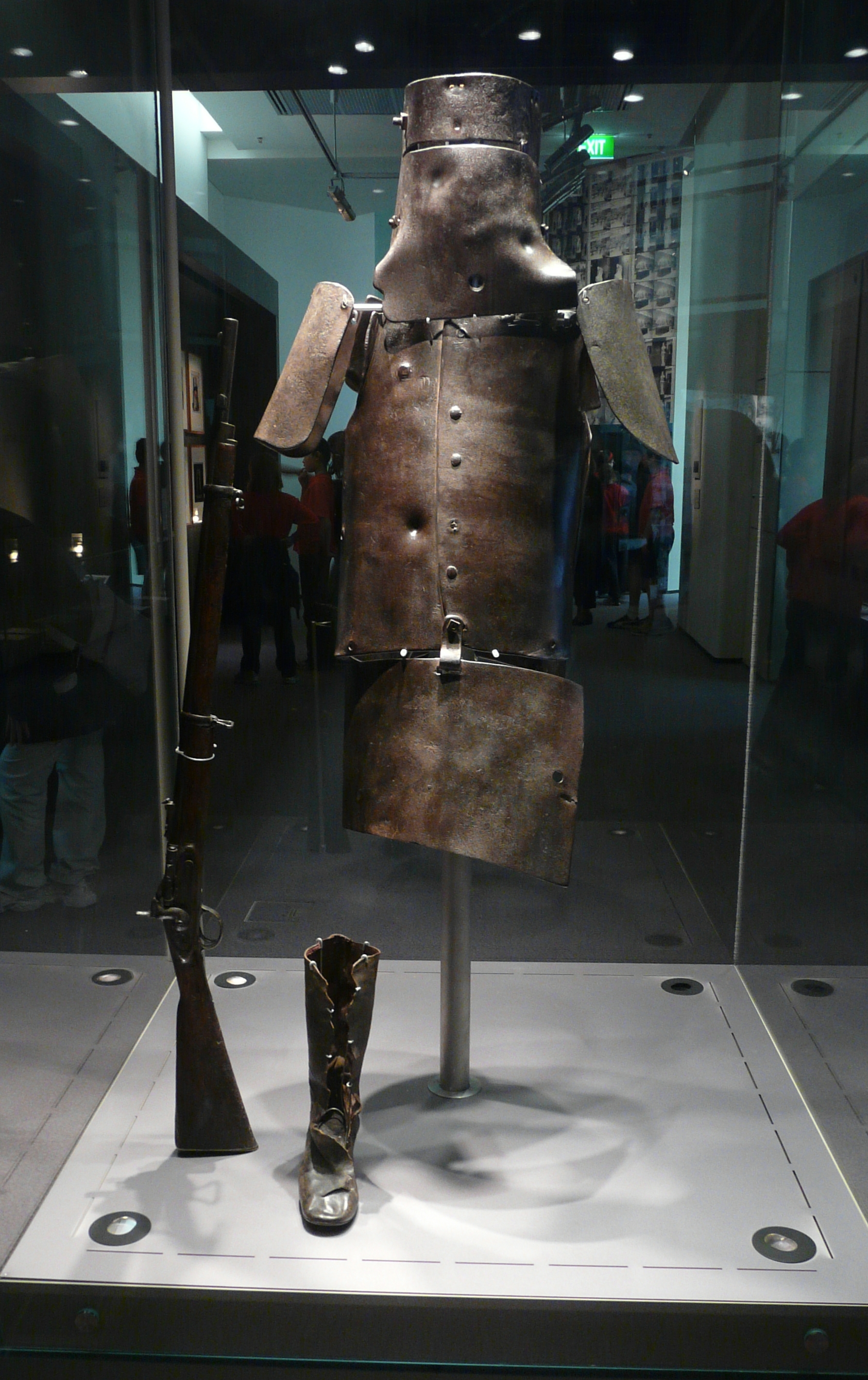
L'armure de Ned Kelly à la Bibliothèque d'État de Victoria

Le gang Kelly arrive à Glenrowan le 27 juin, où il prend environ soixante-dix personnes en otage à l'auberge. Le choix de cette ville n'est pas anodin, car ils savent qu'elle est sur le chemin d'un train de voyageurs qui transporte un détachement de police. Leur objectif est de le faire dérailler en tordant plusieurs rails. 
Dans l'attente, chaque membre du gang s'équipe d'une armure faite maison pour protéger des balles le haut du corps, tout en laissant les jambes sans protection. Les quatre hommes se fabriquent aussi des heaumes. Chaque armure pèse environ 96 livres (44 kg). Tous portent des manteaux de coton gris par-dessus leurs armures, atteignant leurs genoux.
Le gang Kelly attend, bien retranché dans l'auberge de Glenrowan, alors que la tentative de faire dérailler le train de la police échoue à cause du maître d'école Thomas Curnow, qui a été libéré. Curnow a en effet convaincu Ned Kelly de le laisser partir, et, dès sa liberté retrouvée, il s'est empressé d'alerter les autorités en se tenant debout sur la ligne de chemin de fer, agitant une lanterne enveloppée dans son écharpe rouge. Le train immobilisé, les policiers font le siège devant l'auberge à l'aube du lundi 28 juin 1880.
Après un échange de coups de feu, Ned Kelly marche vers les assaillants, armé de son fusil. Son armure et son heaume marchent à merveille, mais, touché aux jambes, il tombe et est assommé d'un coup de fusil. Les autres membres du gang Kelly décèdent tous à l'auberge : Joe Byrne meurt à la suite de la perte de sang au niveau de l'artère fémorale à cause d'une blessure par balle alors qu'il aurait atteint le bar pour un verre de whisky ; Dan Kelly et Steve Hart se suicident selon le témoin Matthew Gibney. Aucune autopsie n'est effectuée pour confirmer la cause de la mort, car leurs corps brûlent lorsque la police met le feu à l'auberge. Du côté de la police, seul l'officier Francis Hare est légèrement blessé au poignet. En revanche plusieurs otages sont également abattus. Blessé, Ned Kelly est arrêté.

### Mort
En dépit des 32 000 signatures recueillies par les pétitions réclamant sa grâce, Ned Kelly est condamné à mort puis pendu le 11 novembre 1880. Ses derniers mots auraient été : « Ainsi va la vie ».
Le 9 mars 2008, une équipe de scientifiques australiens affirme avoir identifié le lieu de son exécution. Il s'agit d'une ancienne prison abandonnée, à Melbourne, où de nombreux ossements ont été découverts. En août 2011, des experts de l'Institut de médecine légale du Victoria parviennent à identifier formellement les ossements de Ned Kelly en les comparant à l'ADN de Leigh Olver, descendant d'une des sœurs du gangster.

## Icône populaire

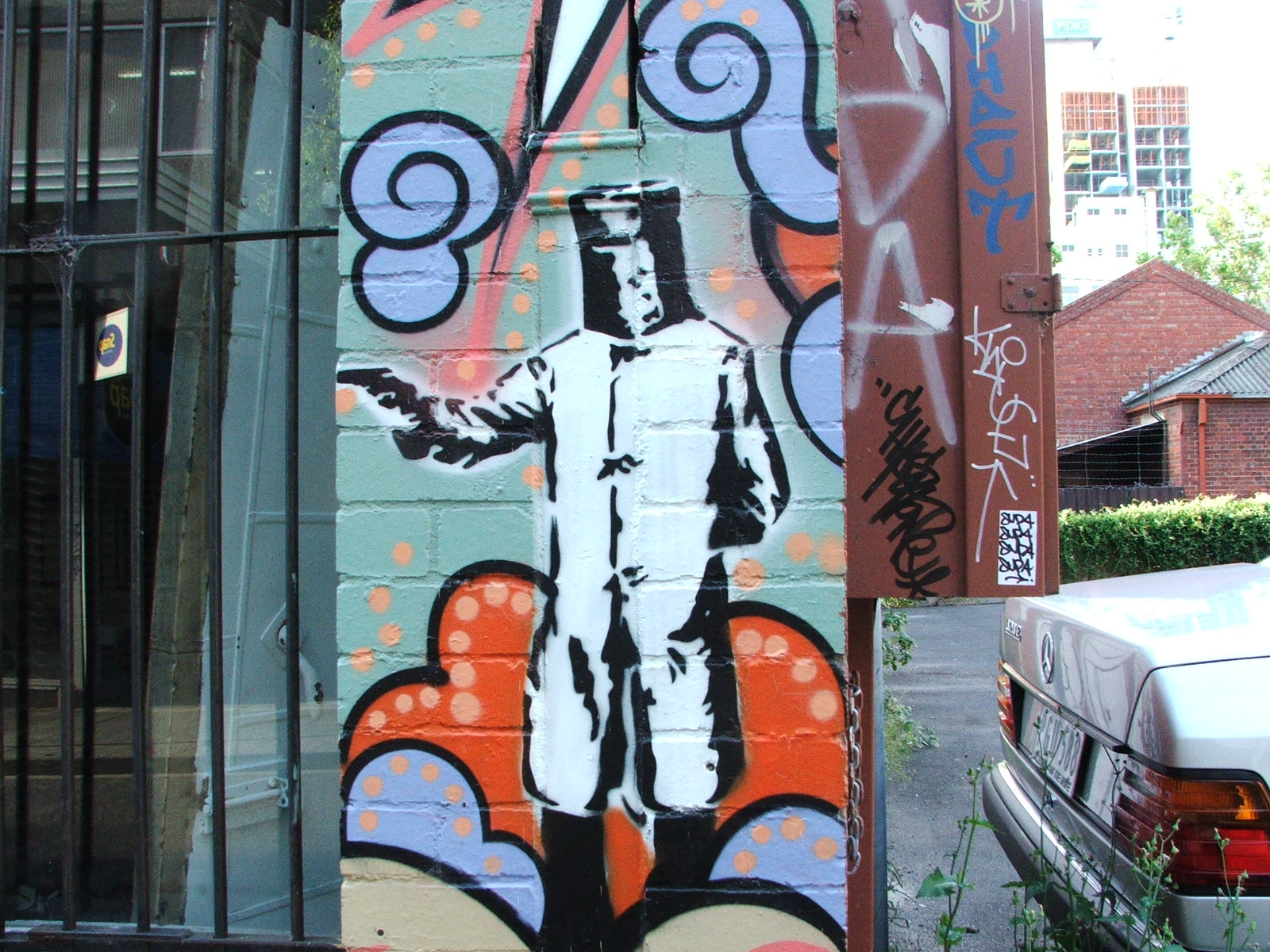
Un dessin de Ned Kelly sur un mur de Melbourne en 2005

Devenu l'un des grands héros du folklore populaire australien, Ned Kelly incarne la résistance de l'opprimé contre les autorités. Il représente aussi pour certains une fierté nationale, car il symbolise la résistance contre l'Empire britannique.
Même si on sait qu'il redistribuait le fruit de ses vols à ses amis et membres de sa famille, et bien qu'il ait plaidé la légitime défense lors de son procès, Ned Kelly est toutefois bel et bien le tueur des policiers qui sont à l'origine de sa dernière poursuite.
Un récent[Quand ?] sondage en Australie révèle que 91 % des Australiens pensent que Ned Kelly n'a pas eu droit à un procès équitable[réf. nécessaire].
Le groupe de rock australien Midnight Oil a intitulé une chanson If Ned Kelly was King dans l'album Place without a Postcard en 1981. Le merchandising du groupe utilise par ailleurs le dessin stylisé du heaume de l'armure de Ned Kelly, surmonté d'une couronne, sur des T-shirts au nom de Midnight Oil.
La chanson I Am Australian, écrite en 1987 par Bruce Woodley (du groupe The Seekers) et Dobe Newton (du groupe The Bushwackers), cite Ned Kelly, avec Albert Namatjira, comme une référence nationale.
Le Heaume de Fer du Maître dans le jeu Bloodborne fait référence au casque que Ned Kelly portait lors de la prise d'otage à l'auberge de Glenrowan.
En 2019, lors du Grand Prix moto de Phillip Island, Jack Miller, pilote australien, commande une combinaison spéciale à l’effigie de Ned Kelly. Par erreur, le fabricant fait une combinaison de type armure de chevalier. Jack Miller monte tout de même sur le podium avec sa Ducati.

## Filmographie sélective
- 1906 : The Story of the Kelly Gang, de Charles Tait
- 1951 : The Glenrowan Affair, de Rupert Kathner
- 1970 : Ned Kelly, de Tony Richardson, avec Mick Jagger dans le rôle de Ned Kelly
- 1993 : Reckless Kelly, de Yahoo Serious interprétant lui-même le rôle de Ned Kelly
- 2003 : Ned Kelly, de Gregor Jordan, avec Heath Ledger dans le rôle de Ned Kelly
- 2019 : Le Gang Kelly (True History of the Kelly Gang), de Justin Kurzel, avec George MacKay dans le rôle de Ned Kelly